# 茨城県道160号梨野沢大子線

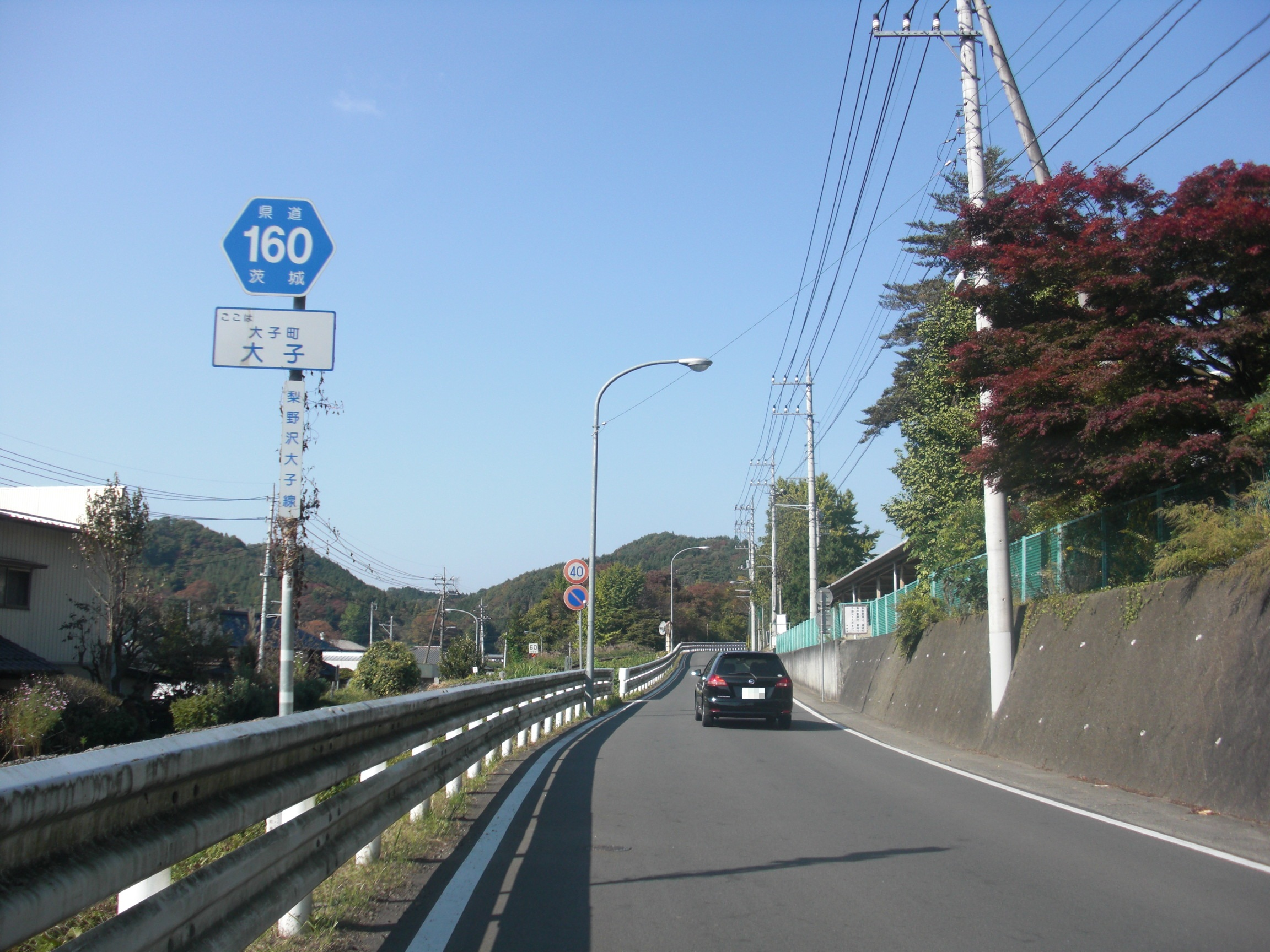
沿線風景（大子町大子）

茨城県道160号梨野沢大子線（いばらきけんどう160ごう なしのさわだいごせん）は、茨城県久慈郡大子町内の県道である。

## 路線概要
- 起点：茨城県久慈郡大子町槇野地（茨城県道159号上野宮下金沢線交点）[1]
- 終点：茨城県久慈郡大子町大子（国道461号交点）[1]
- 総延長：9.076 km[2]
- 重用延長：0.597 km[2]
- 未供用延長：なし[2]
- 実延長：8.479 km[2]
- 自動車交通不能区間延長[注釈 1]：なし[2]

## 歴史
1959年（昭和34年）10月14日、新たな県道として久慈郡大子町大字槇野地字梨野沢を起点とし、久慈郡大子町大字大子を終点とする区間を本路線とする県道梨野沢大子線として茨城県が県道路線認定した。
1995年（平成7年）に整理番号160となり現在に至る。

### 年表
- 1931年（昭和6年）9月1日：現在の路線の前身である梨子野沢大子線が路線認定される。
- 1959年（昭和34年）10月14日
現在の路線で路線認定される（図面対照番号141）[3]。道路の区域は、久慈郡大子町大字槇野地字梨野沢県道上野宮下金沢線分岐から久慈郡大子町大字大子の主要地方道大子黒羽線（現在は国道461号にあたる）交点までと決定された[1]。
- 1995年（平成7年）3月30日：整理番号200から現在の番号（整理番号160）に変更される[4]。

## 路線状況
道路法の規定に基づき、久慈郡大子町浅川（大子町道交差） - 同町大子（国道461号）間は、緊急輸送道路として機能を維持するため、災害発生時の被害拡大防止を目的に道路用地内に電柱を建てることが制限されている。

## 地理

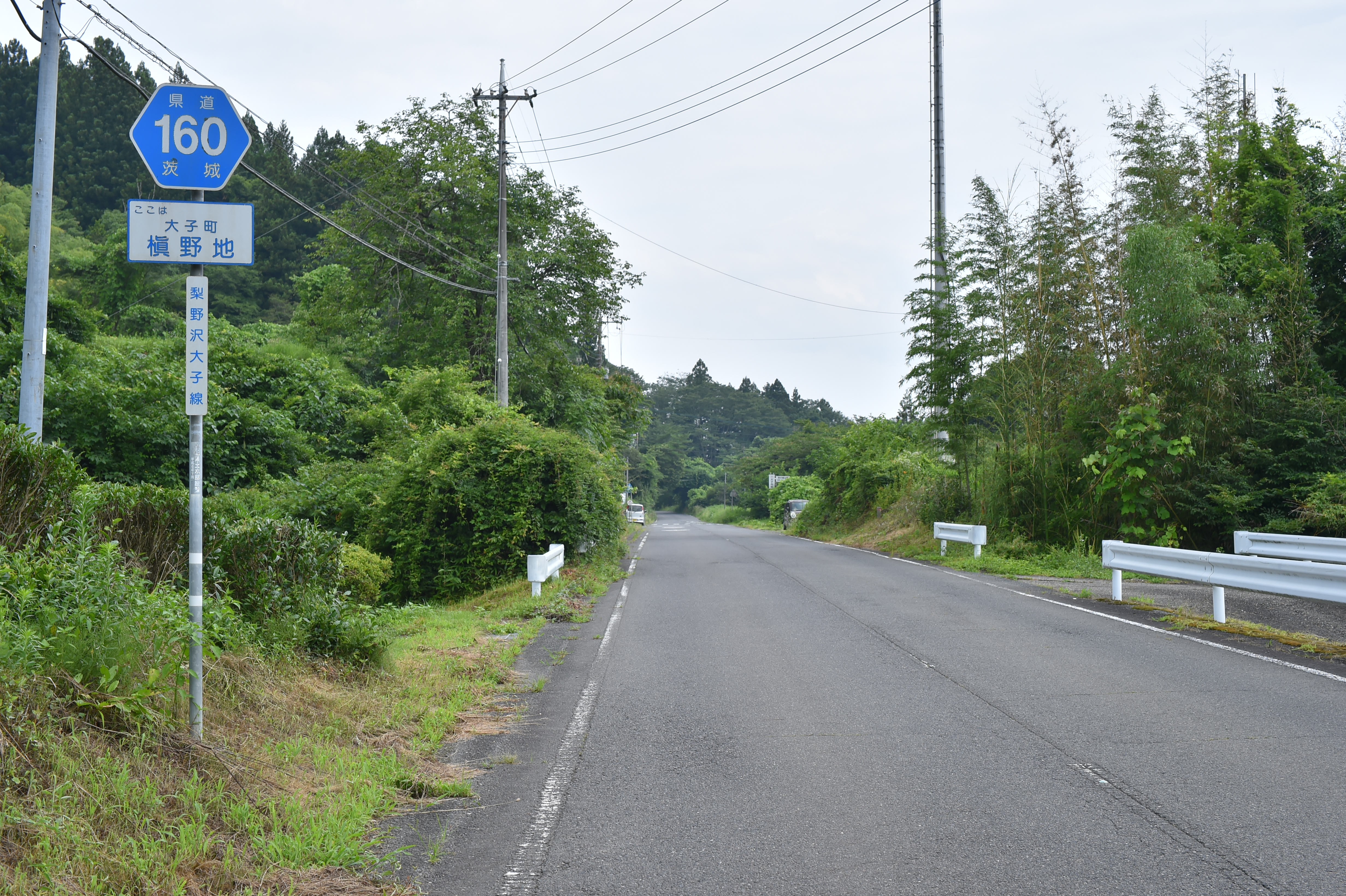
大子町槇野地（2024年7月）

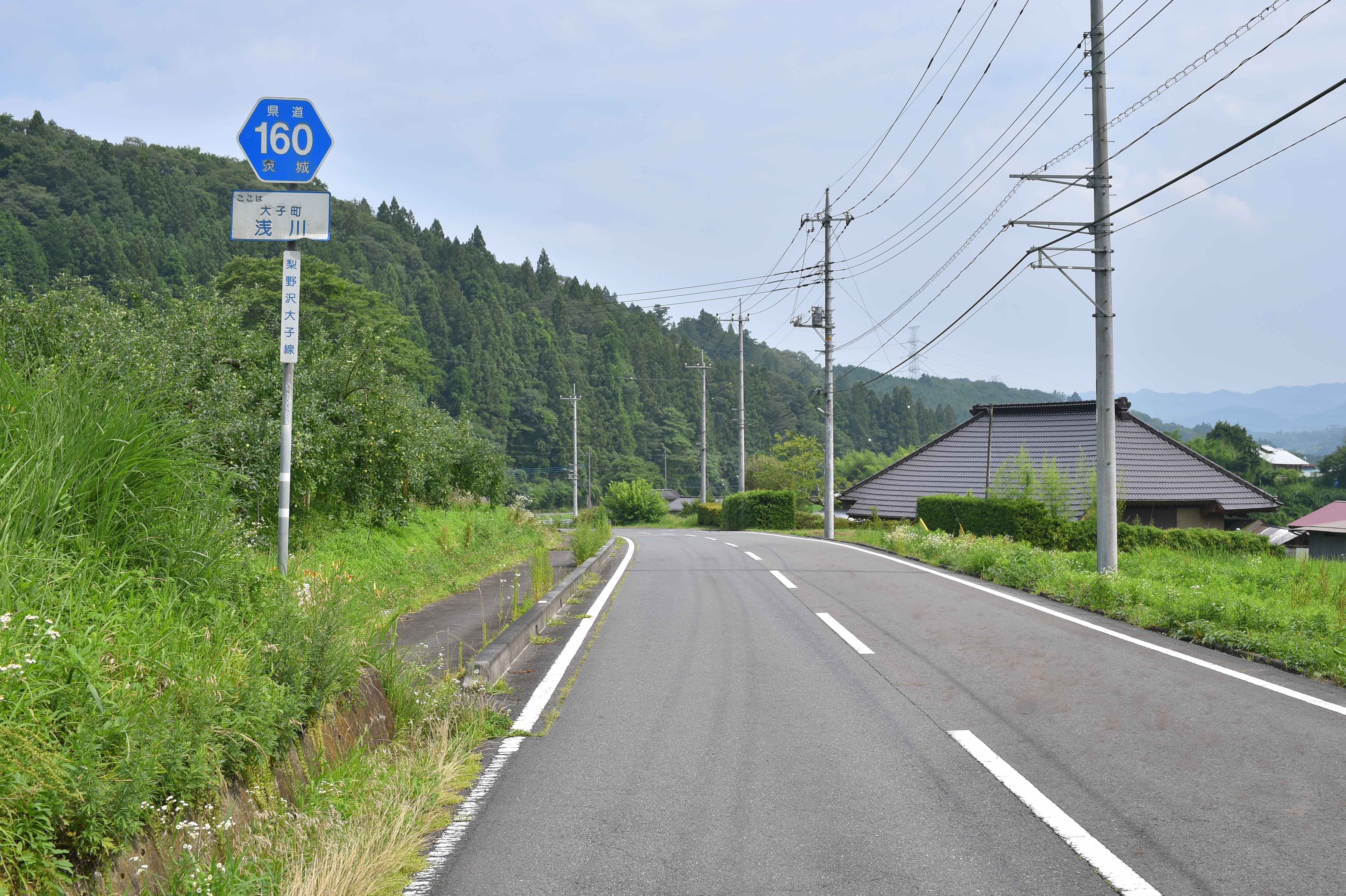
大子町浅川（2024年7月）

### 通過する自治体
- 茨城県
  - 久慈郡大子町

### 交差する道路
- なし

### 沿線
- 愛宕山
- 大子広域公園オートキャンプ場
- 茨城県立大子清流高等学校